# Universidade Técnica Checa em Praga
Universidade Técnica Checa em Praga (tcheco: České vysoké učení technické v Praze, ČVUT) é uma das maiores universidades da República Checa e um dos mais antigos institutos tecnológicos da Europa Central. Sendo a mais antiga universidade técnica não-militar da Europa.
No ano acadêmico de 2020, a Universade Técnica Checa ofereceu 130 programas acadêmicos em língua tcheca e 84 em língua inglesa. Esteve entre as dez melhores universidades na Europa emergente no mesmo ano.

## História
Foi inicialmente estabelecida como Instituto Educacional de Engenharia em 1707, mas como educação secundária, pelo Imperador Joseph I. Em 1806, o instituto se tornou o Instituto Politécnico de Praga, uma faculdade independente da Universidade de Praga. Após a desintegração do Império Austro-Húngaro, o nome da faculdade foi mudado para Universidade Técnica Checa em Praga em 1920.

## Partes constituintes
ČVUT é constituida por oito faculdades. A Faculdade de Engenharia Civil é a mais antiga, fundada em 1707. A Faculdade de Técnologia da Informação é a mais nova, fundada em 2009.
A universidade também possui cinco institutos, como o Instituto Checo de Informática, Robótica e Cibernética, o Instituto Klokner, o Instituto de Educação Física e Esporte, o Centro Universitário para Edifícios Energeticamente Eficientes e o Instituto de Física Experimental e Aplicada.
Outras partes constituintes incluem o Centro de Computação e Informação, o Centro de Tecnologia e Inovação, o Centro de Pesquisa do Patrimônio Industrial, o Centro de Radioquímica e Química de Radiação, a Divisão de Construção e Investimento e a Biblioteca Central.

## Perfil acadêmico

### Rankings
ČVUT é a universidade técnica com a melhor avaliação da República Checa. Em 2010, na classificação mundial pelo THES-QS universities, a universidade foi a 121ª colocada na categoria ciências técnicas e a 246ª colocada na categoria de ciências naturais. Em 2018, a universidade esteve na 220ª posição na categoria de Engenharia e Técnologia pelo QS World University Rankings.

### Admissões
Cada faculdade tem diferentes requisitos para a admissão. A taxa de aceitação varia de 52,32% (Faculdade de Técnologia da Informação) a 81,51% (Faculdade de Ciências dos Transportes). A porcentagem de estudantes internacionais cresceu de 2,5% em 2000 para 16,4% em 2017.

## Cooperação internacional

### Estudo e trabalho no exterior
ČVUT tem acordos com 484 universidades estrangeiras, muitas estando entre as 100 primeiras colocadas no  QS World University Rankings, como a Universidade Nacional de Singapura, Universidade Tecnológica de Nanyang, Universidade Purdue, Instituto Coreano de Ciência e Tecnologia, Universidade de Ciência e Tecnologia de Hong Kong, Universidade Técnica de Munique, Universidade Técnica de Delft, Universidade Católica de Lovaina (KU Leuven) e Pontifícia Universidade Católica do Chile.

### Estudantes internacionais
A universidade possui mais de 3.500 estudantes internacionais de 117 países. Cerca de 750 estudantes fazem parte de programas de intercâmbio.

## Notable alumni
- Gaston Banda-Bafiot, engenheiro, diplomata e político
- František Běhounek, radiologista
- Christian Doppler, matemático e físico
- Ivan Puluj, físico, um dos fundadores da radiologia médica
- Antonín Engel, arquiteto
- Vladimír Fischer, arquiteto
- Josef Gerstner, físico e engenheiro
- Václav Havel, estadista, escritor e ex-dissidente, que serviu como o último presidente da Tchecoslováquia
- Josef Hlávka, arquiteto e principal fundador da Academia de Ciências
- Otakar Husák, químico, general, presidente do Gabinete Militar do presidente Masaryk, Ministro da Defesa
- Eva Jiřičná, arquiteta
- Karel Jonáš, legislador
- George Klir, cientista da computação e de sistemas
- Karl Kořistka, geógrafo
- František Křižík, inventor, engenheiro elétrico e empreendedor
- Ivo Lukačovič, empreendedor
- Jan Hird Pokorný, arquiteto
- Vladimir Prelog, químico e ganhador do Prêmio Nobel
- Richard Rychtarik, cenógrafo
- Marie Schneiderová-Zubaníková, primeira mulher checa formada em engenharia civil (em 1923)
- Alena Šolcová, matemático e historiador
- Vladimír Teyssler, engenheiro e autor
- Emil Votoček, químico
- Emil Weyr, matemático
- Josef Zítek, arquiteto e engenheiro

## Galeria

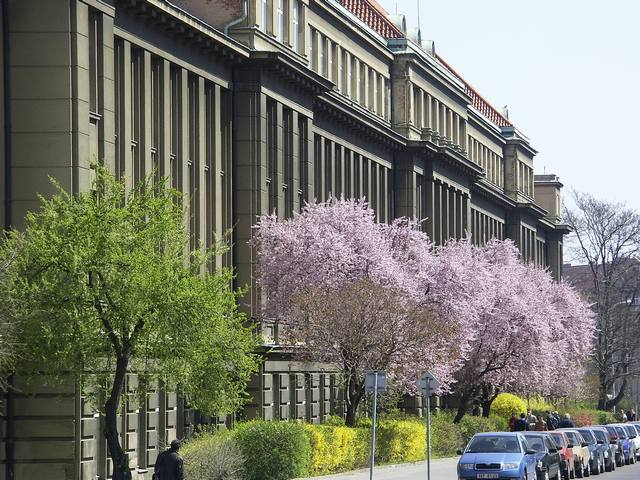
Reitoria
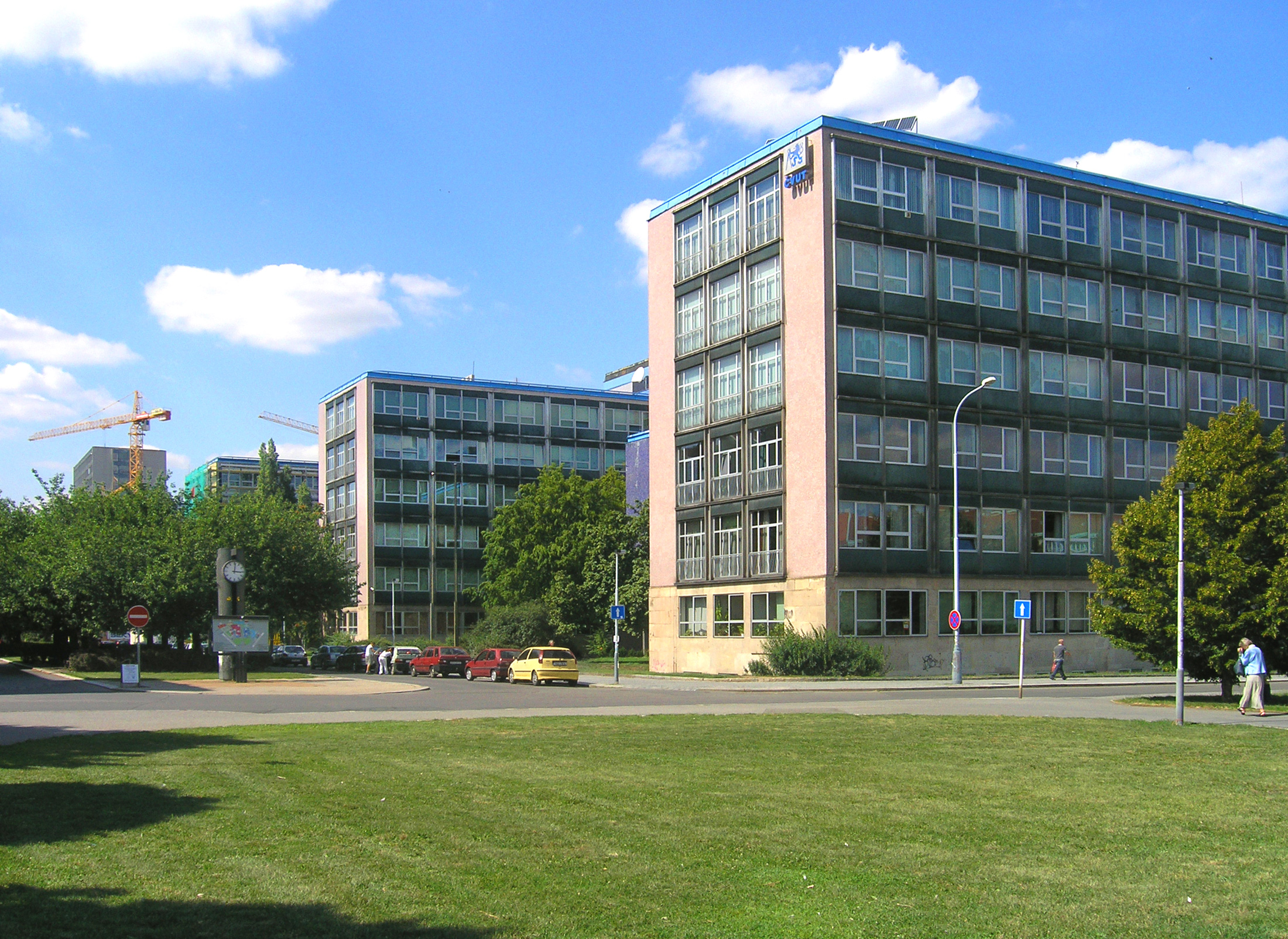
Dejvice campus
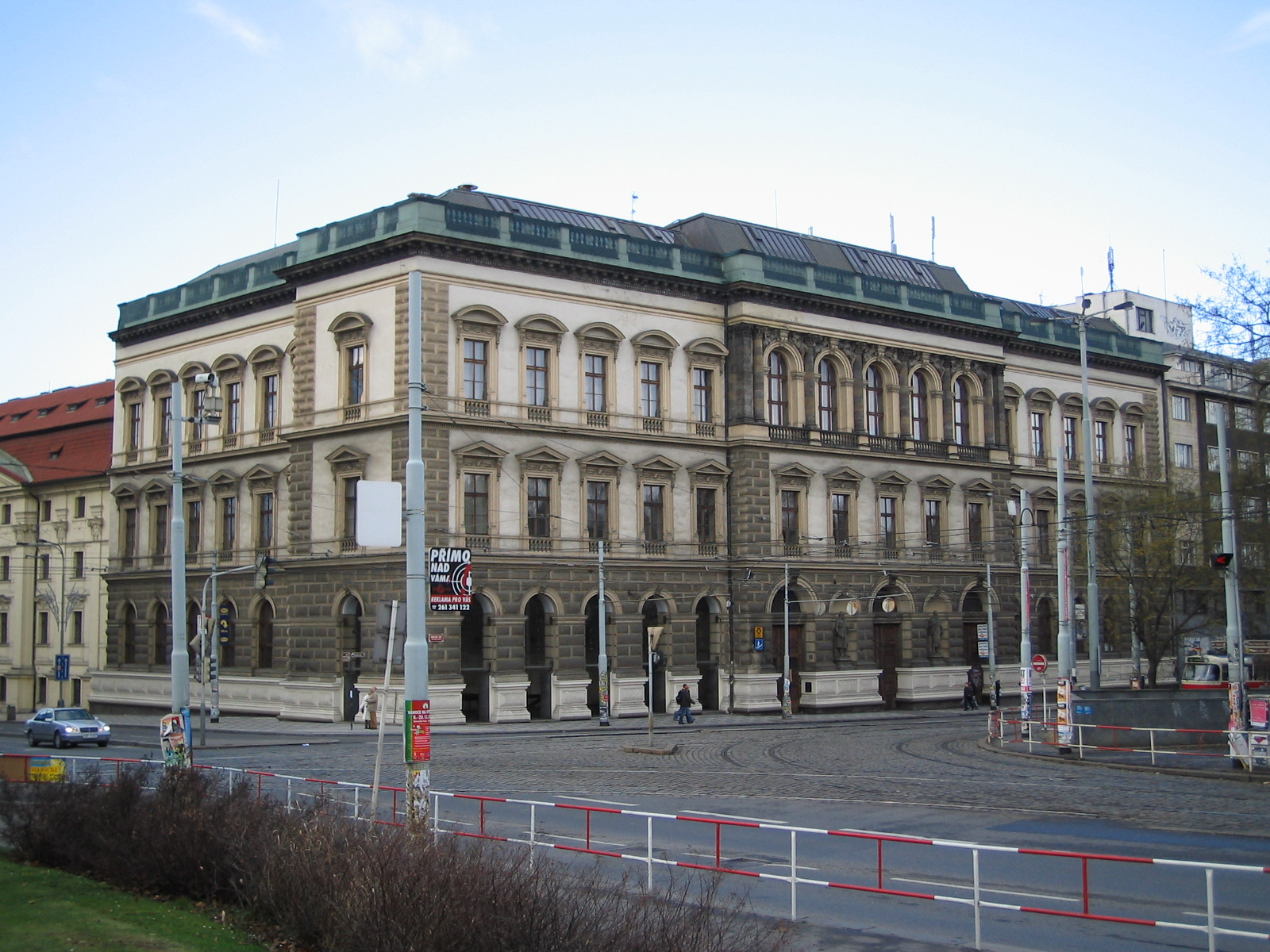
Karlovo Náměstí campus
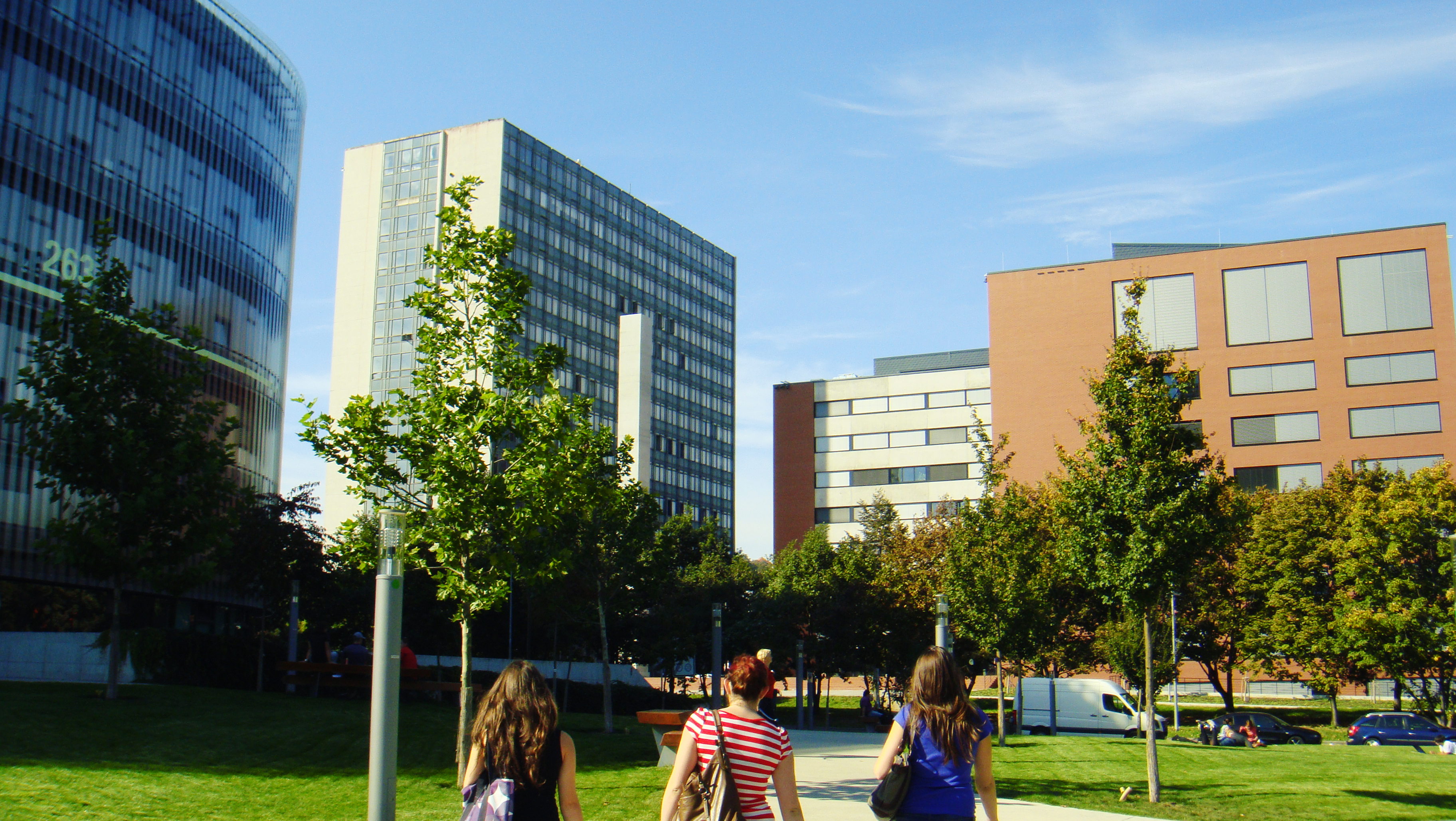
Dejvice campus
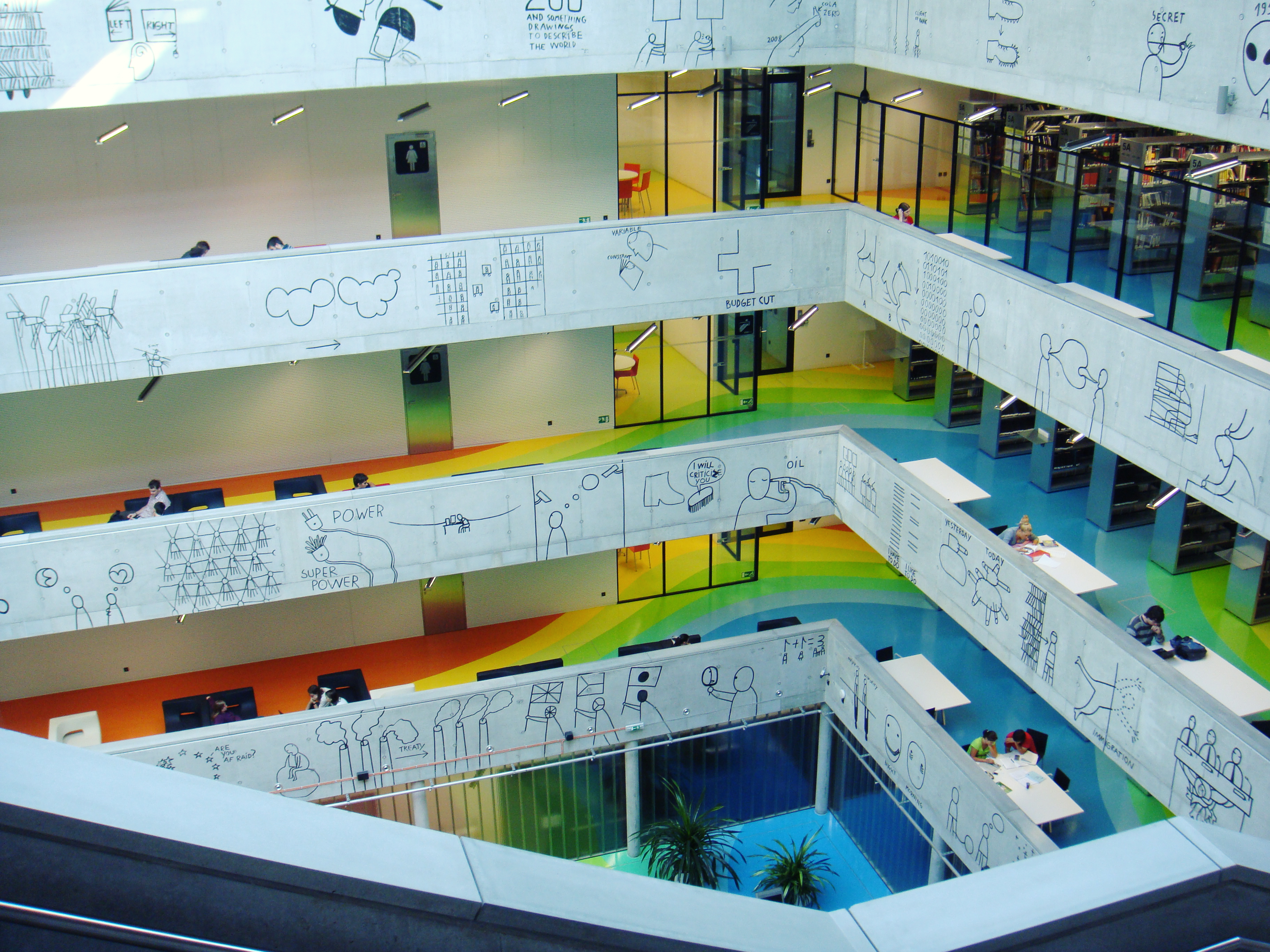
Interior Biblioteca Técnica Nacional